# AtmAsfera

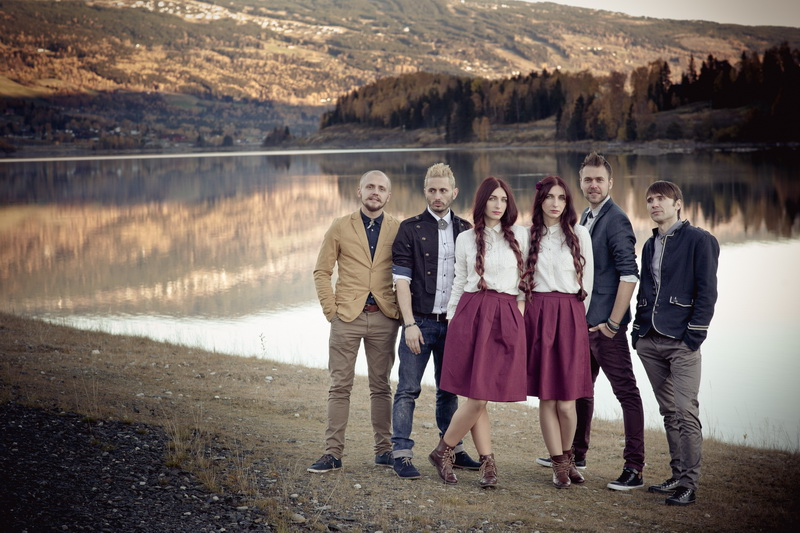
AtmAsfera podczas tournée w Norwegii, rok 2015. Od lewej: Serhij, Timur, siostry Jaremczuk, Dźanardana i Denys

AtmAsfera (ukr. АтмАсфера) – ukraińska grupa muzyczna, grająca muzykę etniczną, łączącą elementy folkowe, pochodzące z różnych stron świata z ukraińskimi i angielskim tekstami w połączeniu z językami starożytnymi. W swojej twórczości muzycy chętnie sięgają po formy muzyki poważnej, w tym współczesnej, wraz z elementami improwizacji.
Zespół istnieje od 2003 roku i brał udział w wielu festiwalach m.in. „Global Battle of the Bands” (2007), gdzie w finale zajęli 4. miejsce, „Ethno Evolution”, „Czerwona ruta” czy też Niv-rock (2006) i wielu innych. Wiele razy zagrali w Polsce: „Latający Holender”, „Etniczne Inspiracje”, „Etno Cross Festiwal”. Zespół występował na Przystanku Woodstock w latach 2007, 2008, 2009, gdzie w 2009 roku odebrał nagrodę w plebiscycie Złotego Bączka za najlepszy koncert sceny folkowej.
W 2009 i 2010 r. AtmAsfera odbyła intensywną trasę koncertową po Polsce, odwiedzając m.in. Kraków, Wrocław, Toruń, Warszawa, Lublin. W czerwcu 2010 r. zdobyli drugą nagrodę na festiwalu Folkowo w Ostródzie. W lipcu 2010 r. zagrali na prestiżowym norweskim festiwalu jazzowym Moldejazz.
21 marca 2011 r. miała miejsce polska premiera nowej płyty zespołu „Integro” wraz z nowym teledyskiem do piosenki „Every step”, mp3 można pobrać ze strony zespołu jako wiosenny prezent od Atmasfery.

## Skład zespołu
- Anastasija Jaremczuk (Jamuna) – flet, wokal
- Julija Jaremczuk (Kalindi) – keyboard, wokal
- Andrij Czerkasow (Dźanardana) – gitara basowa
- Serhij Swirski – gitara elektryczna
- Denys Biłodid – gitara akustyczna, dombra
- Timur Gogitidze – bębny, darbuka

## Dyskografia
- Знайти (2006)
- ...Forgotten Love (2006)
- Integro (2011)
- Internal (2012)